# Serjania atrolineata
Serjania atrolineata är en kinesträdsväxtart som beskrevs av John Wright. Serjania atrolineata ingår i släktet Serjania och familjen kinesträdsväxter. Inga underarter finns listade i Catalogue of Life.